# تشارلز إتش. أولين
تشارلز إتش. أولين هو سياسي كندي، ولد في 31 أغسطس 1867 في فستريوتلاند في السويد، وتوفي في 4 أكتوبر 1914. انتخب عضو الجمعية التشريعية في ألبرتا ‏.